# 下市田駅
下市田駅（しもいちだえき）は、長野県下伊那郡高森町下市田にある、東海旅客鉄道（JR東海）飯田線の駅である。

## 歴史
- 1923年（大正12年）3月18日：伊那電気鉄道元善光寺 - 市田間延伸時に下市田停留場として開設[1][2]。旅客駅[2]。当時の行政区画は長野県下伊那郡市田村である。
- 1943年（昭和18年）8月1日：伊那電気鉄道線が飯田線の一部として国有化、鉄道省（後の日本国有鉄道）に移管[2][3]。同時に下市田駅に昇格[2]。
  - 当時は、東海道本線浜松 - 名古屋間の各駅や飯田線の各駅、中央本線上諏訪 - 塩尻間の各駅、松本駅を発着する旅客のみ利用出来た[2]。
- 1954年（昭和29年）12月1日：東京都区内の各駅や長野駅を発着する旅客も利用可能となる[2]。
- 1957年（昭和32年）7月1日：当駅の所在していた市田村が山吹村と合併、現在の高森町になる。
- 1971年（昭和46年）
  - 4月1日：旅客発着駅制限廃止[2]。
  - 12月1日：業務委託終了、無人駅化[4]。
- 1987年（昭和62年）4月1日：国鉄分割民営化に伴い、JR東海の駅となる[2][5]。
- 2011年（平成23年）5月31日：リニア中央新幹線において、JR東海が想定している長野県での駅設置位置が本駅と市田駅周辺、及び南方の農地であると言う報道がされる[6]。

## 駅構造
単式ホーム1面1線を有する地上駅。飯田駅管理の無人駅で駅舎は無く、待合所やトイレがある。ホームは、元々石積みであったものを覆うようにコンクリートで補強している。ワンマン列車運行に伴いミラーが設置され、ワンマン入口表示が成された以外、長年姿を変えていない。
ホーム北側の柵を超えると、すぐに国道へ出る道へ行けることから、危険と言われているにもかかわらずそこから出て行く者が絶えず、地元地区会等では問題化したこともある。

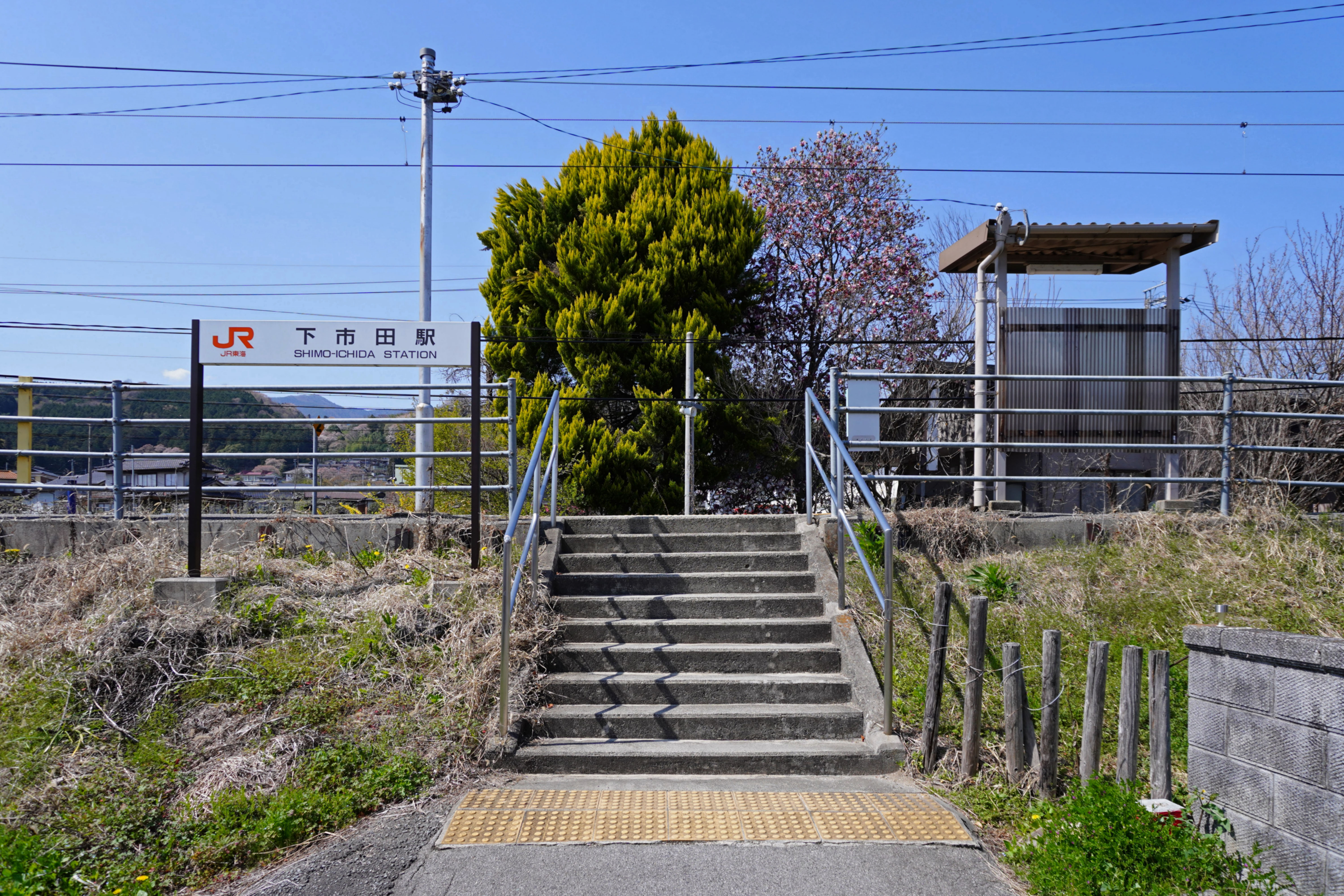
駅出入口（2023年4月）
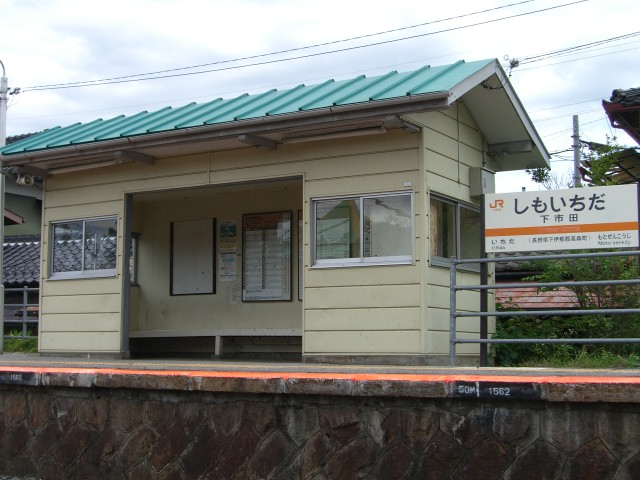
改修前の待合所（2008年6月）

## 利用状況
「長野県統計書」によると、1日平均乗車人員は以下の通り。
- 2007年度 - 60人[1]
- 2009年度 - 60人[1]
- 2010年度 - 52人
- 2011年度 - 45人
- 2012年度 - 42人
- 2013年度 - 49人
- 2014年度 - 50人
- 2015年度 - 59人
- 2016年度 - 62人[7]
- 2017年度 - 76人[8]
- 2018年度 - 64人[9]

## 駅周辺
長野県天然記念物に指定されている「下市田のヒイラギ」と言う大木がある。近年では郊外店進出が著しく、天竜川沿いには工業団地の誘致も進んでいる。
- 国道153号
- 長野県警察本部交通機動隊飯田分駐隊
- キラヤ高森店
- アメリカンドラッグ高森下市田店
- モスバーガー高森町店
- 長野県農業大学校南信農業実科・研究科[1]

## 隣の駅
東海旅客鉄道（JR東海）
CD 飯田線
■快速「みすず」
通過
■普通
元善光寺駅 - 下市田駅 - 市田駅